# 建华乡 (安岳县)
建华乡，是中华人民共和国四川省资阳市安岳县曾经下辖的一个乡。2019年12月，撤销建华乡，将其所属行政区域划归镇子镇管辖。

## 行政区划
建华乡撤销前下辖以下地区：
凤凰村、凉水村、长岭村、同福村、灵胜村、团山村、宝庆村和槐花村。